# جيلكو بولاك
جيلكو بولاك (9 مارس 1976 بجمهورية يوغوسلافيا الاشتراكية الاتحادية - ) هو لاعب كرة قدم بوسني في مركز الهجوم. لعب مع راد بيوغراد وكارل زايس يينا وملادوست لوتشاني وماكفا شاباتس ‏ وFK Radnički Beograd ‏ وFK Milicionar ‏ وFK Palilulac Beograd ‏ وبيزانيا نوفي بلغراد ‏.